# Сараевская Агада
Сараевская Агада — иллюминированная рукопись Пасхальной Агады, иллюстрированный традиционный текст для Седера Песах. Относится к сефардским агадам (испано-провансальская группа). Время возникновения — ~1350 год. Место возникновения — север Испании, Барселона. Считается одной из старейших в мире ( «Золотая Агада» из Британской библиотеки — ещё одна средневековая книга из Каталонии, написанная несколькими десятилетиями ранее).
Хранится в Национальном музее Боснии и Герцеговины в Сараево, как собственность государства. Денежная стоимость не определена, но музей в Испании потребовал страховку на сумму 7 миллионов долларов, прежде чем рукопись можно было перевезти на выставку в 1992 году.
В 2003 году была внесена KONS в список национальных памятников Боснии и Герцеговины в качестве движимого культурного достояния. В 2007 году была включена в международный реестр ЮНЕСКО «Память мира».

## Описание
Сараевская Агада написана от руки на лицевой и оборотной сторонах отбеленной телячьей кожи на иврите квадратным шрифтом, типичным для средневековой Испании, и иллюминирована золотом. Книга открывается 34 страницами иллюстраций ключевых сцен из Библии: от сотворения мира до смерти Моисея. Cтраницы запятнаны вином, что свидетельствует об использовании на многих седерах Песах. Возможно, была создана как свадебный подарок к браку между двумя семьями, гербы которых изображены внизу первой страницы.

## История
Сараевская Агада не раз подвергалась опасности. Историки полагают, что рукопись была вывезена с Пиренейского полуострова евреями, изгнанными по Альгамбрскому указу (1492). Заметки на полях Агады указывают на то, что она появилась в Италии в XVI веке. В 1894 году была продана Национальному музею в Сараево Джозефом Коэном.

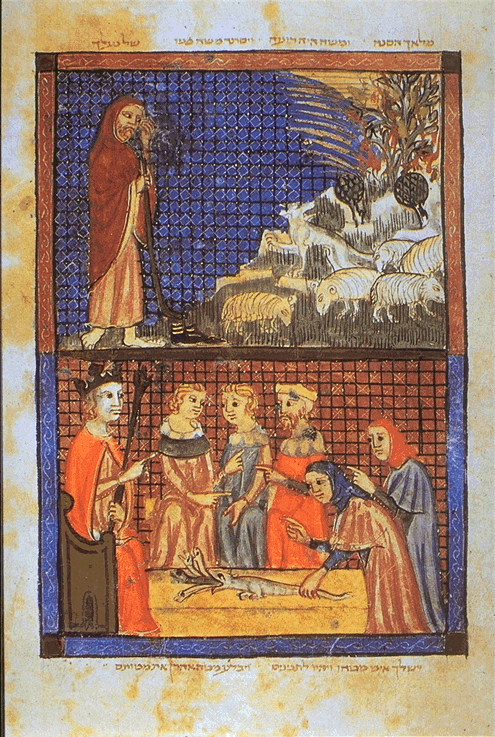
Страница из Сараевской Агады, написанной в Каталонии в XIV веке. Вверху: Моисей и Неопалимая Купина. Внизу: посох Аарона поглощает жезлы других волшебников

Во время Второй мировой войны рукопись была спрятана от нацистов и усташей главным библиотекарем музея Дервишем Коркутом, позже вывезена из Сараево и передана мусульманскому священнослужителю в деревне на горе Белашница, который спрятал её в мечети.
В 1957 году Шандор Шайбер, директор Раввинской семинарии в Будапеште, опубликовал факсимиле Агады.
В 1992 году во время Боснийской войны рукопись Агады пережила взлом музея и затопление подвалов музея, где находился сейф с Агадой. Археолог Сараевского университета, профессор Энвер Имамович, который в то время был директором музея, попросил полицию войти в помещение вместе с ним, чтобы найти и спасти книгу. По одним данным, рукопись была обнаружена в сейфе, а по другим — на полу во время полицейского расследования, вместе с многими другими предметами, которые воры посчитали не имеющими ценности.
Хранилась в тайне в подземном хранилище Центрального банка, пережила осаду Сараева сербскими войсками. Чтобы развеять слухи о том, что правительство продало Агаду, чтобы купить оружие, президент Боснии представил рукопись на общинном Седере в 1995 году.

## Реставрация и консервация
В 2001 году доктор Якоб Финци, глава еврейской общины Сараево, обратился к Жаку Полю Кляйну, специальному представителю Генерального секретаря и координатору операций ООН в Боснии и Герцеговине, с просьбой о помощи в обеспечении сохранения и реставрации рукописи.

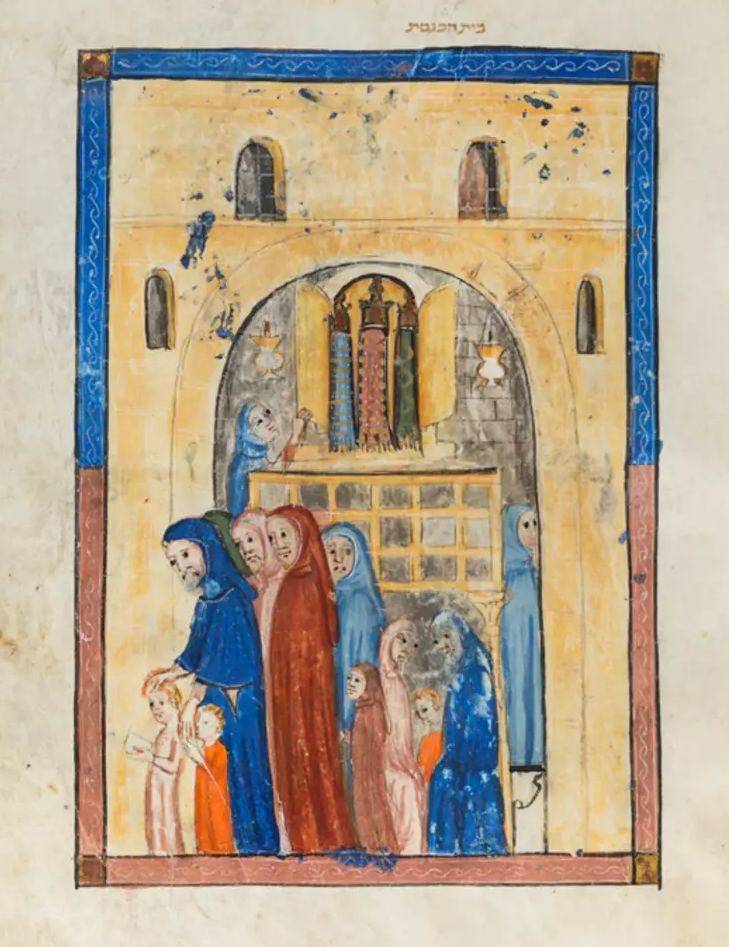
Сцена в синагоге

Кляйн инициировал международную кампанию по сбору необходимого финансирования. Кроме того, было профинансировано строительство второго хранилища с контролируемым климатом для размещения национальных архивов Боснии и Герцеговины.

### Новая комната-хранилище

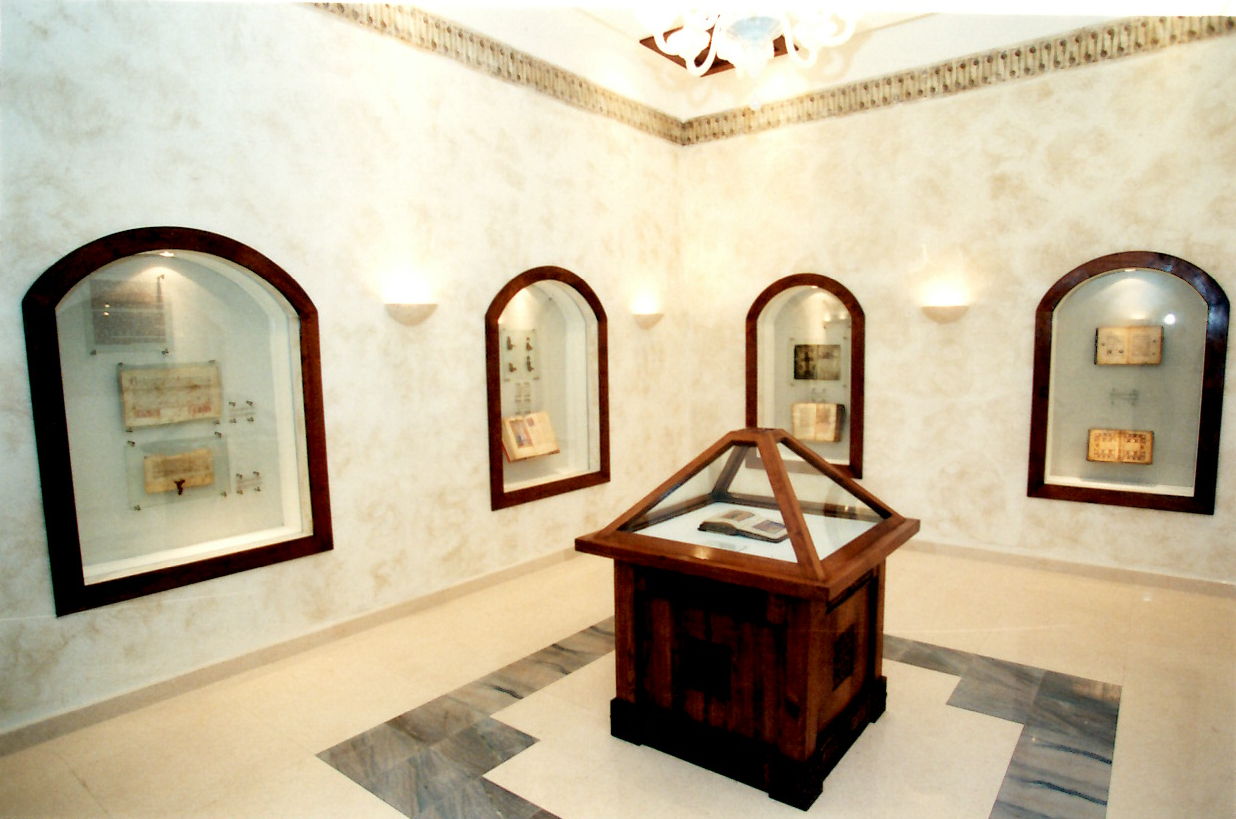
Комната хранения Сараевской Агады, в которой хранится Агада, а также католические, православные и мусульманские рукописи.

В 2002 году хранилище было открыто Специальным представителем Генерального секретаря в присутствии высокопоставленных должностных лиц правительства Боснии, дипломатического корпуса и международных СМИ, а также общественности.
В 2012 году Национальный музей Боснии и Герцеговины закрылся после банкротства.
В 2013 году Музей Метрополитен в Нью-Йорке потерпел неудачу в попытке организовать передачу Агады в аренду.
В 2015 году, с открытием Национального музея, Агада вновь стала экспонироваться.

## Репродукции
В 1985 году репродукция была напечатана в Любляне тиражом 5000 экземпляров.
В 2006 году сараевское издательство Rabic Ltd. объявило о предстоящей публикации 613 экземпляров (отсылка к 613 заповедям) Агады ручной работы на пергаменте, с воссозданием оригинала XIV века.
Копия Сараевской Агады была вручена бывшему премьер-министру Великобритании Тони Блэру (2011), при этом Мустафа Церич, Верховный муфтий Боснии и Герцоговины, представил рукопись как символ межконфессионального сотрудничества, рассказав о том, как мусульмане дважды в истории спасали еврейскую рукопись. Другой экземпляр был передан Церичем представителю Главного раввината Израиля во время межрелигиозной встречи " Жить вместе — это будущее ", организованной в Сараево общиной Святого Эгидия.

## Культурные отсылки
- Краткое упоминание о рукописи в фильме « Добро пожаловать в Сараево»
- Роман « Люди Книги» Джеральдин Брукс (2008) —вымышленная история Агады от её зарождения в Испании до музея в Сараево
- В зимнем номере литературного журнала Brick (2002) был опубликован отчёт Рамоны Коваль[англ.] о спорах вокруг предложенной экспозиции оригинального кодекса, финансируемой ЮНЕСКО, в контексте мирного урегулирования, проведенного под надзором ООН после Дейтонского соглашения 1995 года
- История Дервиша Коркута, спасшего книгу от нацистов, была рассказана в статье Джеральдин Брукс в журнале The New Yorker[8].

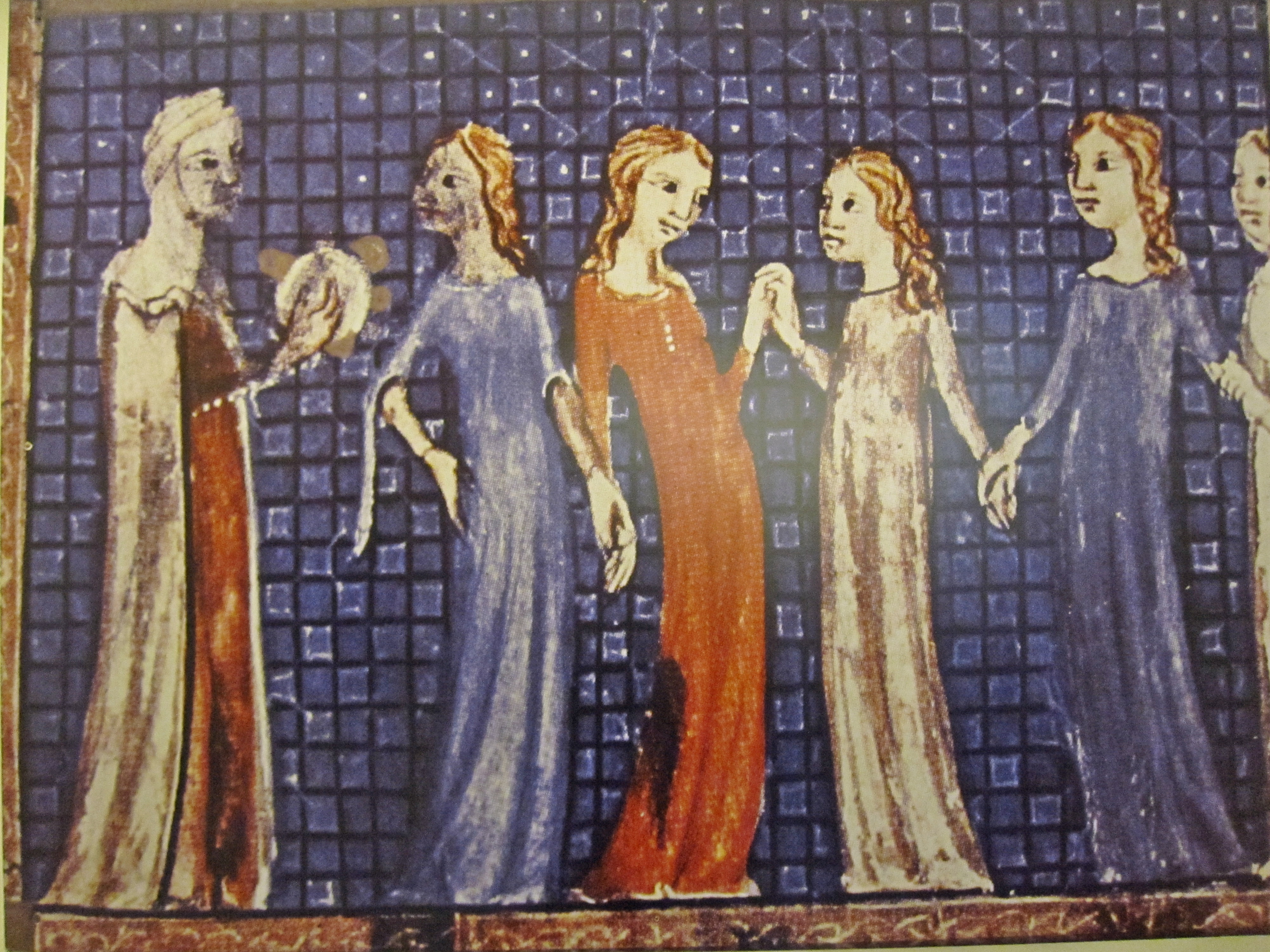
«И взяла Мариамь в руку свою тимпан », Книга Исход 15:20
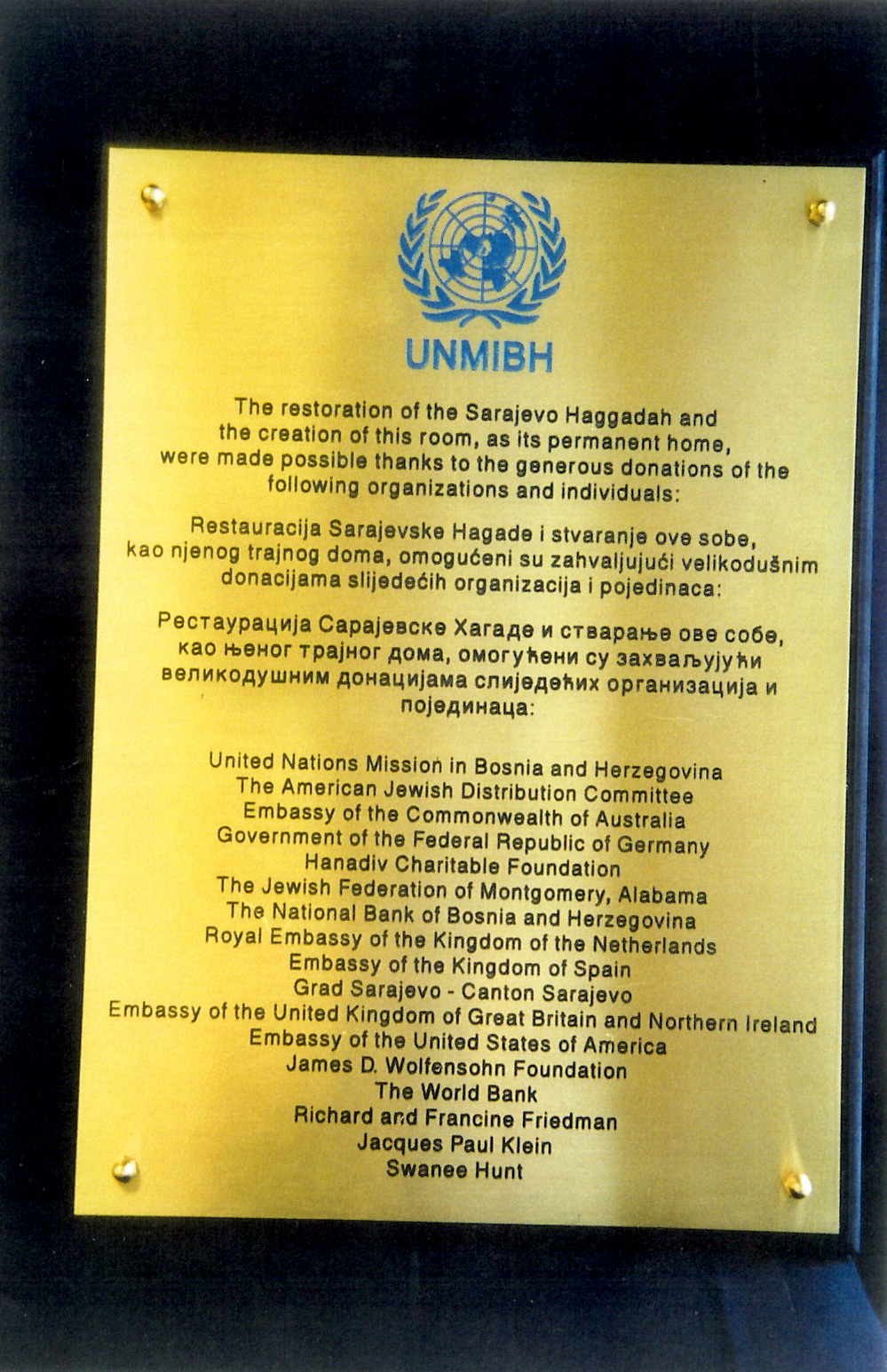
Участники реставрации Сараевской Агады
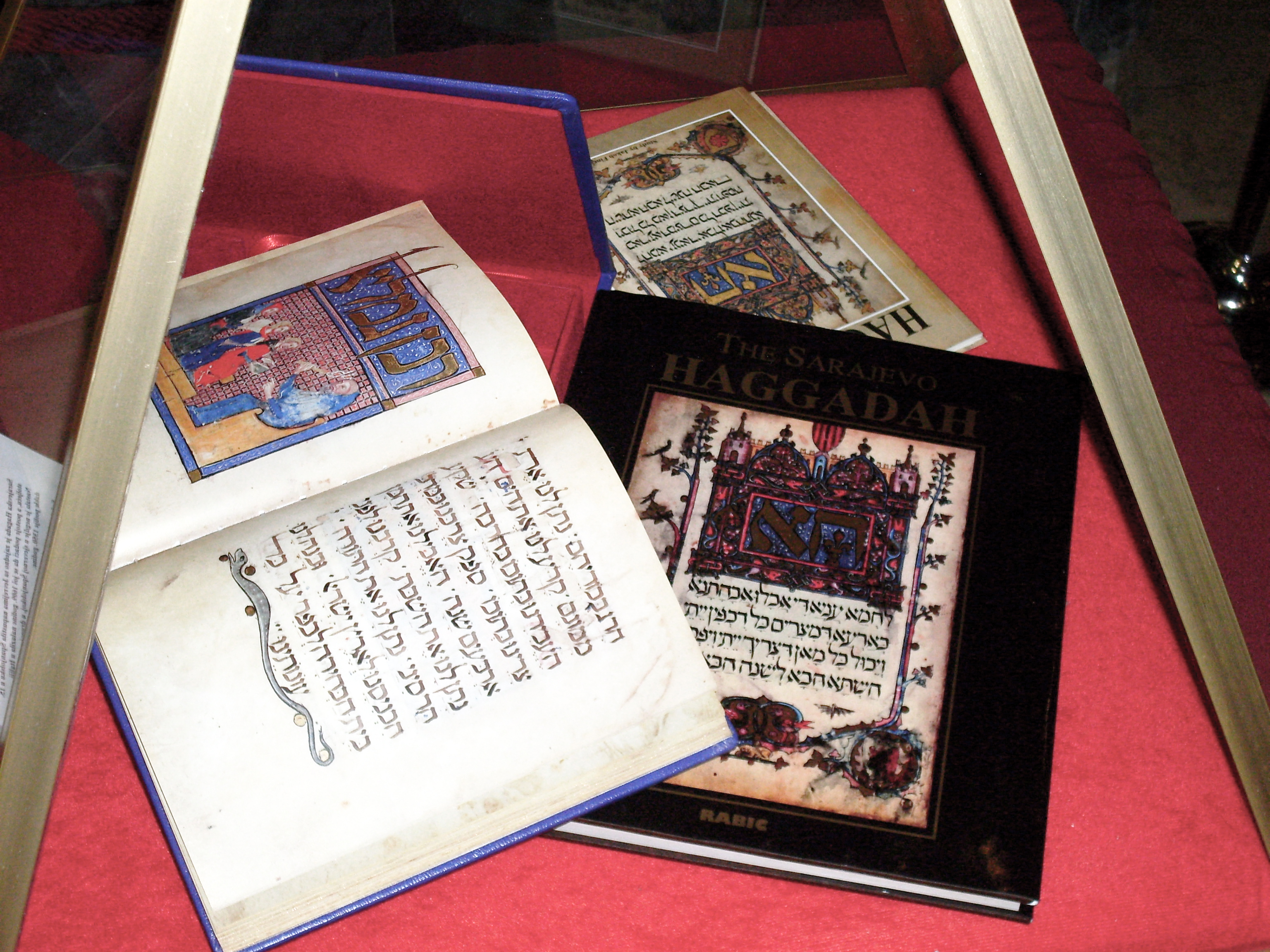
Копии Сараевской Агады в здании парламента Боснии и Герцеговины